# KIZUNA (芸能プロダクション)
株式会社KIZUNA（英文社名；KIZUNA CO.,LTD.）は、東京都港区に本社を置く日本の芸能プロダクション。主に芸能プロダクション、WEB制作、占い事業、音楽制作を展開。俳優、歌手、文化人、占い師をマネージメント。TV番組、イベント、ラジオ、舞台、映画のキャスティング業務、WEB制作業務、占いサイトの独自運営で、メール鑑定サービスや占い情報の発信を行っている。

## 所属タレント

### 歌手
- カトウトモタカ

### 文化人
- 燕京（香港、占い師）
- 大河内元女（占い師）
- 里公（占い師）
- 紫鶴（占い師）
- 蓮花（占い師）
- 呉本昌時 （靴のスペシャリスト）

## 実績

### WEB制作（抜粋）
- 香港的中の母・燕京のメール鑑定占い
- 占いチャンネルKIZUNA
- リゾコーポレーション
- リストランテ　アルポルト　オフィシャルサイト
- Yuming-hk.com 松任谷由実香港コンサート記念オフィシャルサイト(香港）
- ガンダム＆サンライズフェスティバル　公式サイト　 (香港）

### ラジオ番組（プロデュース）（抜粋）
- 「石橋征太郎のねむい目をこすって」（市原FM）
- 「和みサロン絆」 （市原FM）
- 「石橋征太郎のふらり600seconds」 （FM世田谷）
- 「金井英樹の気ままなBAL（バル）」 （FM世田谷）